# Колп'яна
Колп'я́на (рос. Колпяна) у верхів'ях Колп'я́нка (Колпянка) — річка в Росії, протікає в міському окрузі Шаховська і Волоколамському районі Московської області.
Бере початок в 1 км на південний схід від платформи «149 км» Ризького напрямку Московської залізниці. Біля сіл Юркіно і Велике Сирково впадає в річку Ламу в 82 км від її гирла по лівому березі. Довжина річки становить 32 км, водозбірна площа — 169 км².

## Назва
Гідронім Колп'яна пов'язаний з назвою волості Колп (рос. Колпь), що вперше згадана в жалуваній грамоті великого князя Івана Васильовича в 1497 році.
Річки й озера з назвою Колп і однокореневими з нею трапляються в басейнах Оки, Верхньої Волги, Верхнього Дніпра, Псковського озера. Ці топоніми можуть мати чи слов'янську, чи балтійську етимологію. Згідно зі словником В. І. Даля, колпь, колпица, колпик — «чубатий птах з розряду чапель», у М. Фасмера колпица — «молода самиця лебедя», в українській мові є слово колпець, а колпиця — інша назва птаха косаря родини ібісів. В інших слов'янських мовах співзвучні слова означають «лебідь», те ж саме значення має і лит. gulbis.

## Дані водного реєстру
За даними державного водного реєстру Росії і геоінформаційної системи водогосподарського районування території РФ, підготовленої Федеральним агентством водних ресурсів:
- Басейновий округ — Верхньоволзький
- Річковий басейн — (Верхня) Волга до Куйбишевського водосховища (без басейну Оки)
- Річковий підбасейн — Волга до Рибінського водосховища
- Водогосподарська ділянка — Волга від міста Твері до Іваньковського гідровузла (Іваньковське водосховище)

## Притоки
(відстань від гирла)
- 8 км: річка Хмельовка (лв)
- 11 км: річка Муравля (лв)